# Zacharias Goeze
Zacharias Goeze (* 13. Mai 1662 in Mühlhausen/Thüringen; † 6. Mai 1729) war Rektor am Ratsgymnasium Osnabrück. Er verfasste außerdem Schriften zur Regionalgeschichte. Goeze befasste sich auch mit römischen Münzfunden bei Schloss Barenaue.

## Schriften
- De Numis Dissertationis XX. 1698
- De duobus nobilissimis agri Osnabrugensis monumentis sepulchralibus, Honensi & Krödescensi Hoin und Krödeschken Stein ... paucis disserit, & simul Osnabrugum doctum ad tres Orationes solennes, III Cal. Aprilis ... officiose invitat M.  1726
- De antiquissima urbis Osnabr. turri, dem Buck ...  1727